# Fujitsu FM 11 AD 2
Fujitsu FM 11 AD 2 (FM 11 AD 2) је кућни рачунар фирме Фуџицу (Fujitsu) који је почео да се производи у Јапану током 1984. године.
Користио је MBL 6809E микропроцесорску јединицу а RAM меморија рачунара је имала капацитет од 128 KB (до 1 MB). 
Као оперативни систем кориштен је OS 9 Level II, Flex, UCSD-p system.

## Детаљни подаци
Детаљнији подаци о рачунару FM 11 AD 2 су дати у табели испод.
|                       | |
| [ 1 ]                 | |
| Произвођач            | Фуџицу |
| Тип                   | кућни рачунар |
| Меморија              | 128 (до 1 MB) |
| Поријекло             | Јапан |
| Година                | 1984 |
| Тастатура             | потпуна професионална тастатура са функцијским тастерима и одвојена нумеричка тастатура (JIS стандард). 98 тастера. |
| Процесор              | |
| Фреквенција процесора | 2 |
| RAM                   | 128 (до 1 MB) |
| ROM                   | 24 KB |
| Текст                 | 40 x 20, 40 x 25, 80 x 20, 80 x 25                                                                               |
| Графика               | 640 x 400, 640 x 200                                                                                             |
| Боја                  | 16 |
| Звук                  | непознато |
| Димензије             | 464 (ширина) x 360 (дубина) x 153 (висина) / 13                                                                  |
| Портови               | |
| Оперативни систем     | |